# Поголосник

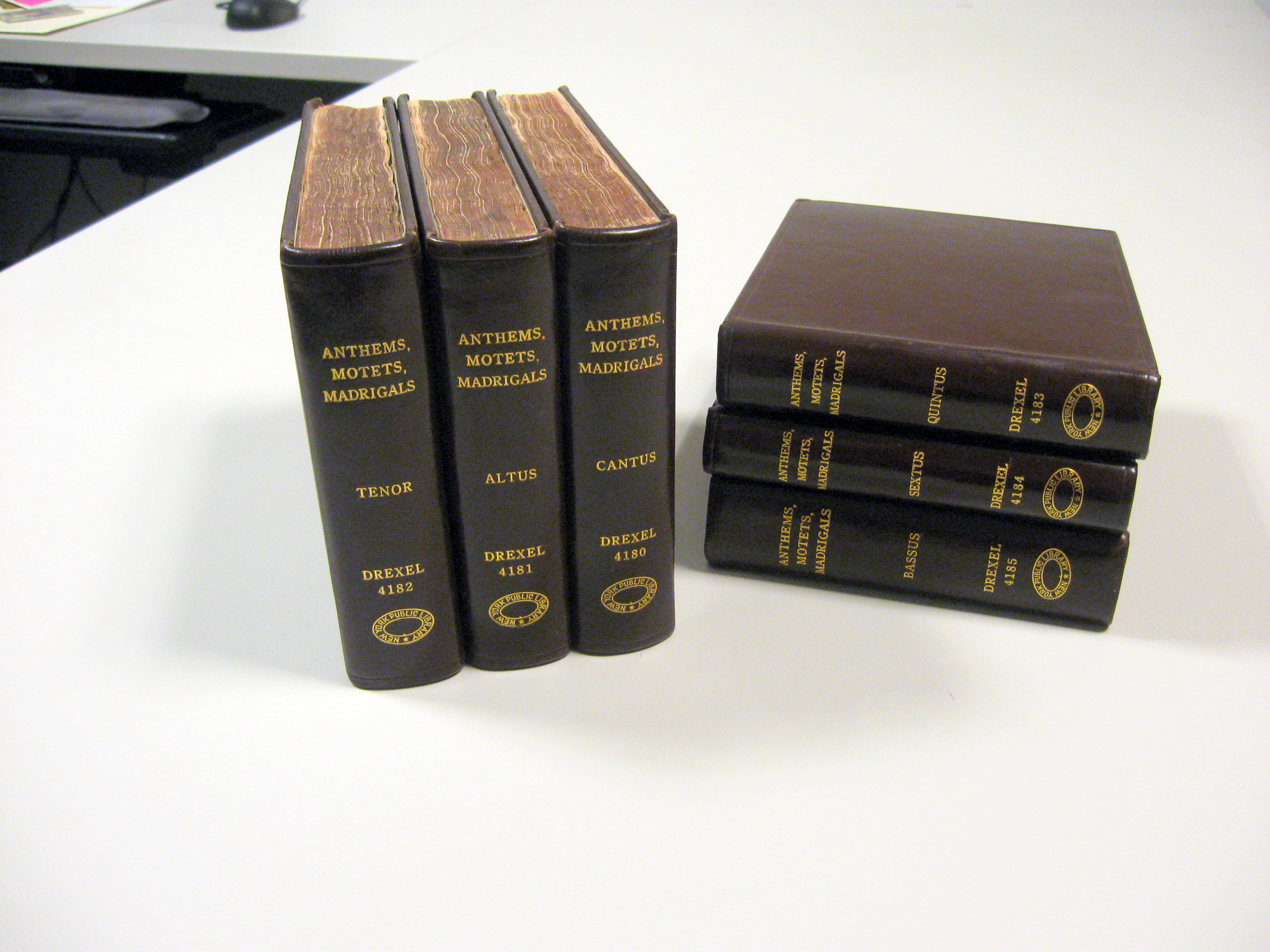
Поголосники

Поголо́сник (англ. partbook, нем. Stimmbuch) — книга, содержащая одну (нотированную) партию многоголосного музыкального сочинения.
Русское слово «поголосник» используется по отношению к русской и украинской старинной церковной (вокальной) музыке, в то время как английское partbook (part book) и немецкое Stimmbuch применяется к отдельным голосам (партиям) как вокальных, так и инструментальных ансамблей, изданных в эпоху Возрождения, в эпоху барокко, вплоть до XVIII века. В практике отечественного вокального и инструментального (ансамблевого и оркестрового) музицирования отдельно выписанная партия начиная с XIX века и поныне именуется словом «голос».
Форма представления многоголосной музыки не в виде дирижёрской партитуры, а «по голосам» (отсюда название), была основной для многоголосной музыки в рукописях начиная с XV века (например, в Glogauer Liederbuch, ок. 1480 г.). С началом нотопечатания форма её представления не изменилась. Именно в такой форме издавались ноты итальянских мадригалов (Маренцио, Джезуальдо, Монтеверди и др.), французских шансон, немецких Lieder и т.д.; первый сборник многоголосных обработок протестантских хоралов (так называемый «Виттенбергский песенник», 1524) был издан также в форме поголосников. При этом (важные для историков музыки) авторские и редакторские предисловия, посвящения, дидактические введения и т. п., как правило, печатались не во всех поголосниках, а только в теноровом. Теноровый поголосник лучше других иллюстрировался, либо иллюминация в других поголосниках и вовсе отсутствовала. 
В России поголосники были основной формой записи церковного многоголосия XVI-XVII веков и партесного пения в XVII-XVIII веках. 
Традиция нотопечатания многоголосной вокальной музыки по голосам обернулась для последующей истории драматическим последствием: некоторые ценные сочинения восстановить невозможно, поскольку отдельные голоса из комплекта поголосников утрачены, как, например, второй сборник с 6-голосными мотетами Sacrae cantiones Джезуальдо, в котором поголосники для 6-го голоса (sextus) и — что особенно досадно — для баса не сохранились.